# Pascual Somma
Pascual Somma (10 de fevereiro de 1896, Montevidéu — 6 de novembro de 1930) foi um futebolista uruguaio.

## Carreira

### Nacional
Nasceu em Montevidéu, perto do terreno onde em 1900 seria inaugurado o estádio do Nacional, o Parque Central. Quando criança costumava assistir aos treinamentos do tricolor juntamente com o também futuro futebolista Ángel Romano e os irmãos do dramaturgo Florencio Sánchez.
Começou a jogar no Nacional em 1911, logo após um cisma que abriu as portas do clube para quem nele quisesse ingressar. Sua primeira partida pelo tricolor foi contra o Club Dublin, vencido pelo conjunto do Parque Central por 2 a 0. Pelas suas atuações foi logo incorporado às fileiras da seleção uruguaia, estreando com a camisa celeste em Buenos Aires contra os argentinos em partida vencida pelos uruguaios por 2 a 0.
Na dianteira direita jogava em qualquer posição. Era muito veloz, preciso no passe e exímio goleador; foi um dos jogadores de maior relevo do futebol uruguaio no período 1910-1925.
Defendendo o Nacional foram 333 partidas com 64 gols assinalados, conquistando os campeonatos uruguaios de 1915, 1916, 1917, 1919, 1920, 1922, 1923 e 1924.
Com a seleção uruguaia foi campeão da atual Copa América em quatro ocasiões: 1916, 1917, 1920 e 1923.
Em 1924, viajou para disputar os Jogos Olímpicos de Paris para defender a equipe de futebol de seu país, mas antes do torneio foi expulso da equipe por mau comportamento.

## Falecimento
Faleceu em 1930, com 34 anos de idade.